# Cultura LGBT

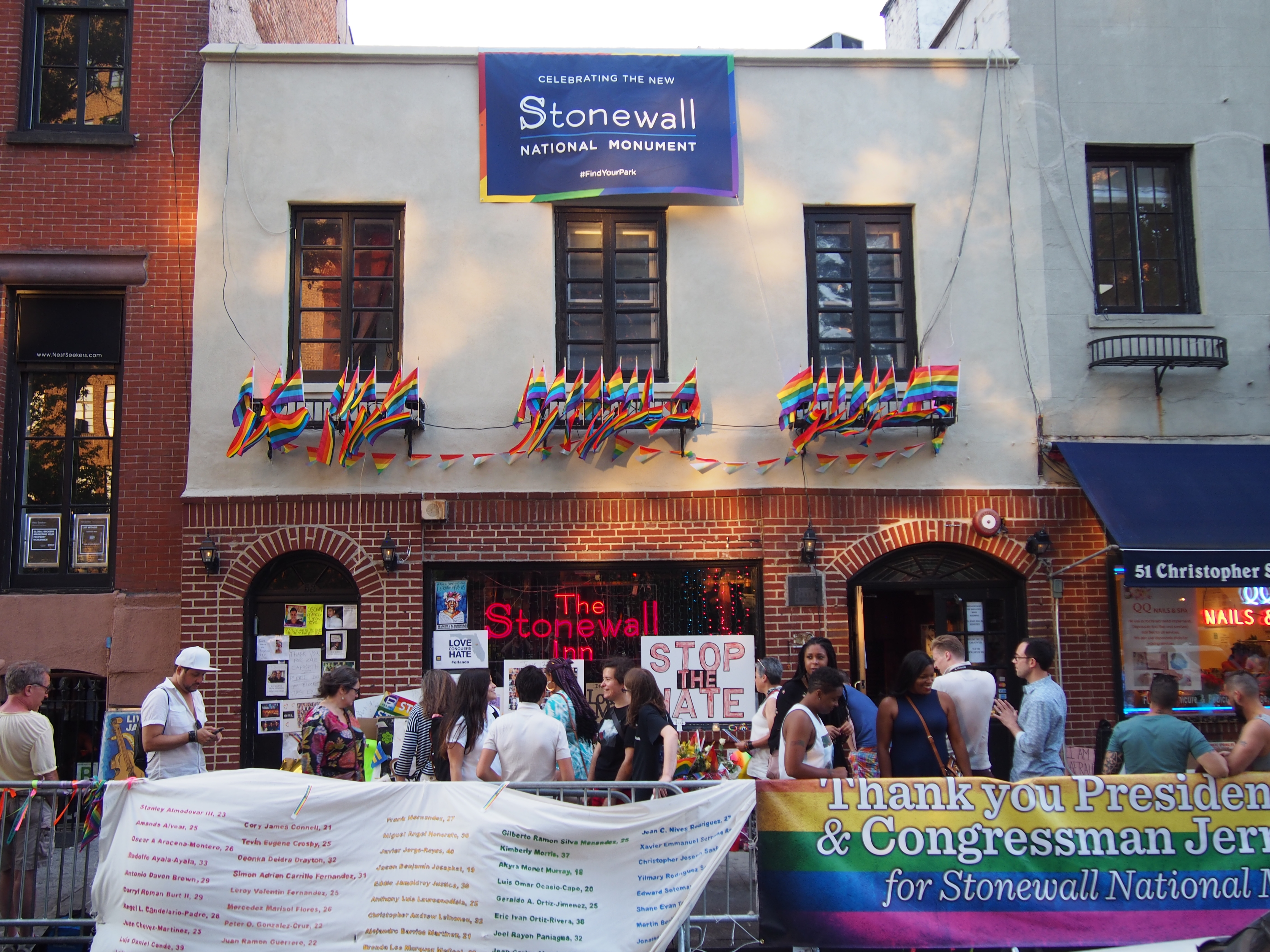
El Stonewall Inn en el barrio gay de Greenwich Village, Manhattan, sitio de los disturbios de Stonewall de junio de 1969, está adornado con banderas que representan los colores del arcoíris.

La bandera del arco iris, a menudo utilizada como símbolo de la cultura LGBT

La cultura LGBT, cultura LGTB o cultura queer es una cultura compartida por personas de la comunidad LGBT.
La cultura LGBT varía ampliamente según la geografía y la identidad de sus partícipes. Los elementos comunes a las culturas de personas homosexuales, lesbianas, bisexuales y transgénero incluyen: 
- Obras de famosos homosexuales, lesbianas, bisexuales y transgénero, que incluyen: 
  - Artistas contemporáneos LGBT y figuras políticas
  - Las figuras históricas identificadas como LGBT, aunque la identificación de figuras históricas con términos modernos de identidad sexual es controvertida. Sin embargo, muchas personas LGBT sienten un parentesco con estas personas y su trabajo (particularmente en lo que respecta a la atracción hacia el mismo sexo o la identidad de género ); Un ejemplo es VictoryFund.org, dedicado a apoyar a los políticos homosexuales.
- La comprensión de los movimientos sociales LGBT
- Figuras e identidades presentes en la comunidad LGBT; dentro de las comunidades LGBT en la cultura occidental, esto podría incluir drag kings y drag queens, desfiles del orgullo y la bandera del arco iris

No todas las personas LGBT se identifican con la cultura LGBT; esto puede ser debido a la distancia geográfica, el desconocimiento de la existencia de la subcultura, el miedo al estigma social o una preferencia por permanecer sin identificarse con subculturas o comunidades basadas en sexualidad o género. Los movimientos Queercore y Gay Shame critican lo que ven como la comercialización y la "guetización" autoimpuesta de la cultura LGBT.
En algunas ciudades, especialmente en América del Norte, algunas personas LGBT viven en vecindarios con una alta proporción de residentes homosexuales, también conocidos como barrios gay o gayborhoods, ejemplos de estos vecindarios son Castro y West Hollywood en California (Estados Unidos) o Gay Village en Montreal (Canadá). Dichas comunidades LGBT organizan eventos especiales además de desfiles de orgullo que celebran su cultura, como los Juegos Gay y el Southern Decadence.

## Cultura gay masculina
Según Herdt, el término «homosexualidad» fue el término principal utilizado hasta finales de la década de 1950 y al principio de la década de 1960; después de eso, surgió una nueva cultura «gay». «Esta nueva cultura gay marca cada vez más un espectro completo de la vida social: no solo los deseos del mismo sexo, sino las personalidades gay, los vecinos gay y las prácticas sociales gay que son distintivas de nuestra rica sociedad postindustrial».
Durante el siglo XIX y principios del XX, la cultura gay estaba encubierta, apoyándose en símbolos y códigos secretos entrelazados en un contexto general heterosexual. La influencia gay en los primeros Estados Unidos se limitó principalmente a la alta cultura. La asociación de los hombres gay con la ópera, el ballet, la alta costura, la buena cocina, el teatro musical, la Época de Oro de Hollywood y el diseño de interiores comenzó con hombres homosexuales ricos que utilizan los temas heterosexuales de estos medios para enviar sus propias señales. En la película heterocéntrica de Marilyn Monroe Gentlemen Prefer Blondes, aparece Jane Russell cantando "Anyone Here for Love" en un gimnasio mientras hombres musculosos bailan a su alrededor. Los trajes de los hombres fueron diseñados por un hombre, el baile fue coreografiado por un hombre y los bailarines (como señala el guionista gay Paul Rudnick) "parecen más interesados el uno en el otro que en Russell"; sin embargo, su presencia (de Russel) hace que la secuencia esquive los censores y la convierte en un tema heterocéntrico en general.
Después de que el levantamiento de Stonewall en 1969 en la ciudad de Nueva York fue cubierto en los canales de noticias principales, mostrando imágenes de hombres gay causando disturbios en las calles, la cultura gay masculina en las clases trabajadores, las personas de color, gente de la calle, activistas políticos radicales y los hippies se hicieron más visibles a la América convencional. Grupos como el Frente de Liberación Gay se formaron en la ciudad de Nueva York, y la Sociedad Mattachine, que existía desde mediados de 1950, ganó más visibilidad a medida que se dirigían a las multitudes y los medios de comunicación a raíz de los levantamientos en Greenwich Village . El 28 de junio de 1970 se celebró el primer Día de la Liberación de Christopher Street, que marca el comienzo de las marchas anuales del Orgullo LGBT . 
Un grupo de siete hombres gay formaron The Violet Quill en 1980 en la ciudad de Nueva York, un club literario enfocado en escribir sobre la experiencia gay como una trama normal en lugar de una actividad secundaria "traviesa" en una historia mayormente heterosexual. Un ejemplo es la novela A Boy's Own Story de Edmund White. En este primer volumen de una trilogía, White escribe como un joven narrador homófilo crece con un padre corrupto y distante. El joven aprende malos hábitos de su padre heterosexual, aplicándolos a su existencia gay. 
Celebridades femeninas como Liza Minnelli, Jane Fonda y Bette Midler pasaron una gran cantidad de su tiempo social con hombres gay urbanos (que ahora eran vistos popularmente como sofisticados y elegantes por la jet set) y más celebridades masculinas, como Andy Warhol, fueron abiertos sobre sus relaciones. Tal apertura todavía se limitaba a las áreas urbanas más grandes y progresivas (como la ciudad de Nueva York, San Francisco, Los Ángeles, Boston, Filadelfia, Seattle, Chicago, Dallas, Houston, Atlanta, Miami, Washington D. C. y Nueva Orleans), sin embargo, hasta que el SIDA obligó a varias celebridades populares a salir del armario debido a su enfermedad que al principio se conoció como el "cáncer gay".
Los elementos que se suelen relacionar más comúnmente con los hombres gay que con otros grupos incluyen: 
- Íconos LGBT de la cultura pop que han tenido seguidores tradicionalmente gay (por ejemplo, música disco, Britney Spears, Madonna, Mariah Carey, Beyoncé, Judy Garland, Cher, Lady Gaga, Kesha, Kylie Minogue y Diana Ross)
- Familiaridad con aspectos de la vida romántica, sexual y social comunes entre los hombres gay (por ejemplo, Polari, Camp, mariliendres, poppers y, en la cultura LGBTQ+ del sur de Asia, "gente de la tarde")[10]

Hay una serie de subculturas dentro de la cultura masculina gay, como los osos y los chubbies . También hay subculturas con una población gay masculina históricamente grande, como el cuero y sadomasoquismo . El crítico gay Michael Musto opinó: "Soy un crítico duro de la comunidad gay porque siento que cuando salí del armario pensé que estaría entrando en un mundo de inconformidad e individualidad y, al contrario, resultó ser un mundo de clones de cierta manera. También odié todo el fascismo corporal que se apoderó de los gais durante mucho tiempo ".

### Relaciones

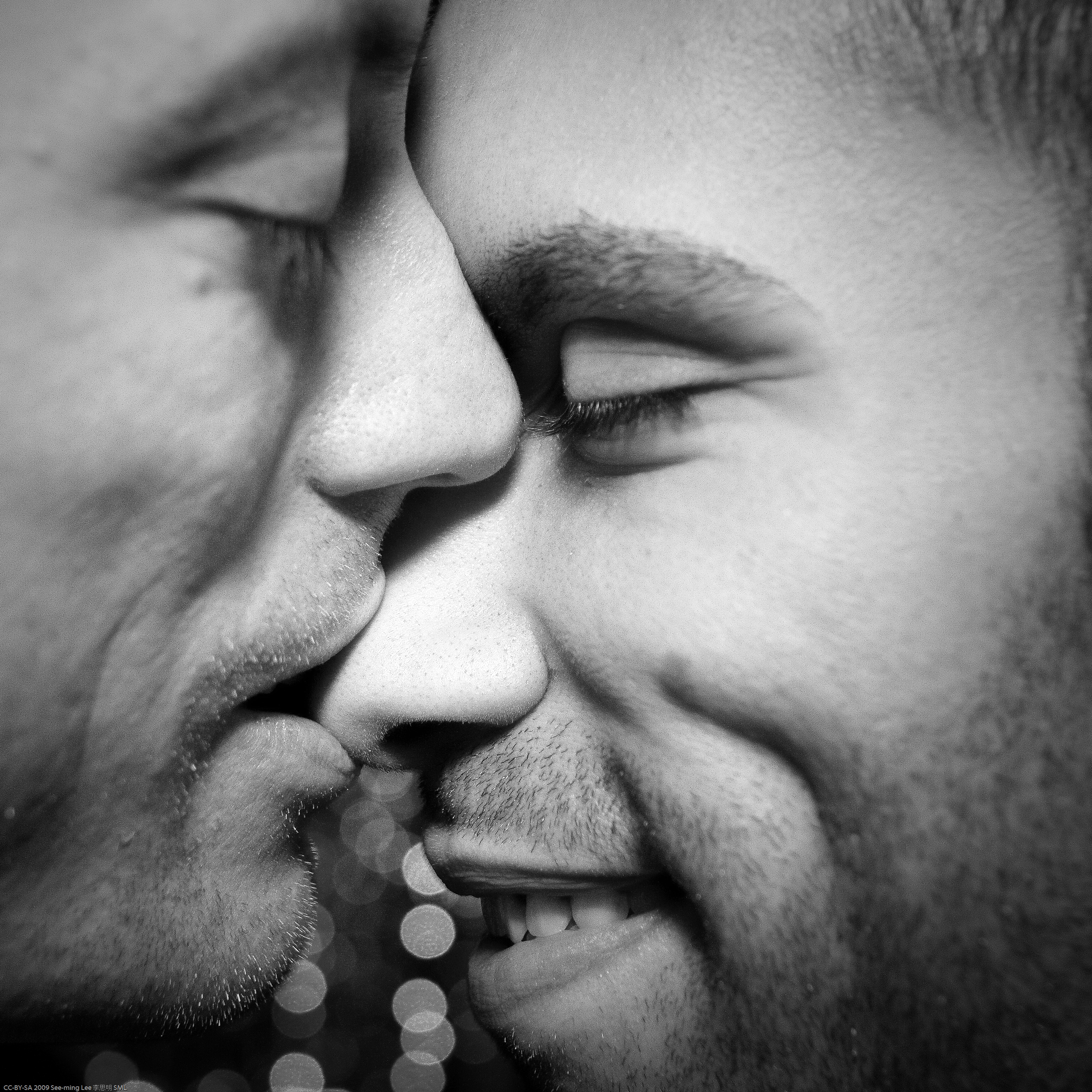
Dos hombres besándose.

Algunos estudios de los Estados Unidos han encontrado que la mayoría de las parejas de hombres gay están en relaciones monógamas . La investigación realizada por Colleen Hoffon de 566 parejas de hombres homosexuales del Área de la Bahía de San Francisco financiada por el Instituto Nacional de Salud Mental encontró que el 45 por ciento estaba en relaciones monógamas. El actor gay Neil Patrick Harris ha comentado: "Soy un gran defensor de las relaciones monógamas independientemente de la sexualidad, y estoy orgulloso de que la nación se dirija hacia allá".
Durante las décadas de 1980 y 1990, Sean Martin dibujó una tira cómica (Doc y Raider) en la que aparecía una pareja gay que vivía en (o cerca de) el Barrio Gay de Toronto. Sus personajes han sido recientemente actualizados y trasladados a la web. Aunque es principalmente humorístico, el cómic a veces abordó cuestiones como el ataque gay, el VIH y la violencia doméstica. 
Un estudio australiano realizado por Roffee y Waling en 2016 descubrió cómo algunos hombres gay sentían que se esperaba de ellos que fueran hipersexuales. Los participantes informaron cómo otros hombres gay supondrían automáticamente que cualquier interacción tenía motivaciones sexuales. Además, si luego se aclaraba que este no era el caso, estos hombres gay de repente se sentían excluidos e ignorados por los otros hombres gay con los que habían estado interactuando. Sentían que no podían obtener amistades puramente platónicas con otros hombres gay. Un participante informó que se sentía enajenado y desatendido como persona si otros gais no lo consideraban sexualmente atractivo. Esta presunción y actitud de hipersexualidad es dañina, ya que impone ideales preconcebidos sobre las personas, que luego son condenadas al ostracismo si no cumplen con estos ideales.

### Cultura en línea y comunidades
Se han establecido varios sitios web sociales en línea para hombres gay. Inicialmente, estos se concentraron en el contacto sexual o la excitación; por lo general, los usuarios tenían una página de perfil, acceso a las páginas de otros usuarios, mensajes de usuario a usuario y chat de mensajes instantáneos. Se han establecido sitios web más pequeños y más densamente conectados que se concentran en las redes sociales sin un enfoque en el contacto sexual. Algunos prohíben todo el contenido sexual explícito; otros no lo hacen. También se ha establecido un sitio de cupones en línea minorista orientado a los homosexuales.
Investigaciones recientes sugieren que los hombres gay dan sentido principalmente a los desafíos familiares y religiosos mediante el apoyo de pares en línea (es decir, familias de elección) en contraste con el enfoque de sus aliados familiares que se basa en el fortalecimiento de las relaciones existentes de la familia de origen a través de intercambios de información en línea. Los beneficios sociorelacionales en línea informados por los participantes contradicen en gran medida las investigaciones recientes que indican que el uso en línea puede conducir a resultados negativos para la salud mental.

### Moda LGBT
Giorgio Armani, Kenneth Nicholson, Alessandro Trincone, Ludovic de Saint Sernin, Patrick Church, Daddy Couture, Gianni Versace, Prabal Gurung, Michael Kors y otros se encuentran entre los diseñadores de moda LGBT de todo el mundo.

## Cultura lesbiana

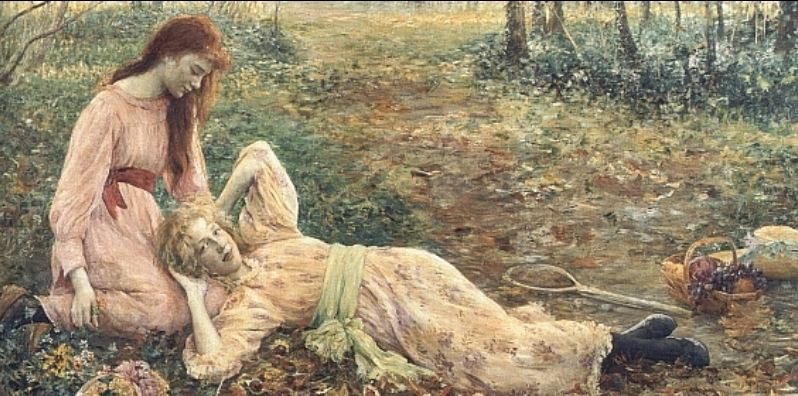
Louise Catherine Breslau, Jóvenes, 1890.

Al igual que con los hombres gay, la cultura lésbica incluye elementos de la cultura LGBTQ+ más amplia, así como otros elementos específicos de la comunidad lésbica. Principalmente asociados con las lesbianas de América del Norte, Europa, Australia y Nueva Zelanda, incluyen grandes eventos predominantemente lésbicos como el Michigan Womyn's Music Festival  (cerrado después de 2015) y el Club Skirts Dinah Shore Weekend. La cultura lésbica tiene sus propios íconos, como Melissa Etheridge, kd lang (butch), Ellen DeGeneres (andrógina) y Portia de Rossi (femme). La cultura lésbica desde finales del siglo XX se ha entrelazado con la evolución del feminismo. El separatismo lésbico es un ejemplo de una teoría y práctica lésbica que identifica intereses e ideas específicamente lésbicas y promueve una cultura lésbica específica. Ejemplos de esto incluyen Womyn's land y la música de mujeres . 
Los estereotipos más antiguos de mujeres lesbianas enfatizaban una dicotomía entre mujeres "butch", o dykes (de apariencia masculina) y "femmes", o lesbianas lipstick (de apariencia femenina), y consideraban una pareja de lesbianas estereotípicas un par butch-femme. Si bien algunas mujeres lesbianas todavía son "butch" o "femme", estas categorías son menos definidas (y comunes) a medida que el lesbianismo se normaliza. La androginia, aunque no es nueva en la cultura lésbica, ha estado ganando impulso desde la escena punk de la década de 1980 a través de subculturas juveniles como grunge, riot grrrl, emo y, más recientemente, hipster.

## Cultura bisexual

Bandera del orgullo bisexual

La cultura bisexual enfatiza la oposición o el desprecio al monosexismo fijo de identidad sexual y de género (discriminación contra personas bisexuales, fluidas, pansexuales y queer), el borrado bisexual y la bifobia (odio o desconfianza hacia las personas no monosexuales). La bifobia es común (aunque disminuye) en las comunidades gay, lesbianas y heterosexuales. [cita requerida]
Muchas personas bisexuales, fluidas y pansexuales se consideran parte de la comunidad LGBTQ+ o queer, a pesar de cualquier discriminación que puedan enfrentar. Las culturas bisexuales, pansexuales y fluidas occidentales también tienen sus propios elementos culturales característicos, como los libros Bi Any Other Name: Bisexual People Speak Out (editado por Lani Ka'ahumanu y Loraine Hutchins), Bi: Notes for a Bisexual Revolution (por Shiri Eisner), y Getting Bi: Voices of Bisexuals Around the World (editado por Robyn Ochs); la serie de televisión británica de ciencia ficción Torchwood y personalidades como el cantante y activista británico Tom Robinson, la cantante miembro de The Black Eyed Peas, Fergie, el actor escocés Alan Cumming y la artista y activista estadounidense Lady Gaga.[cita requerida]
La bandera del orgullo bisexual fue diseñada por Michael Page en 1998 para dar a la comunidad su propio símbolo, comparable a la bandera del orgullo gay de la comunidad LGBTQ+. La franja de color rosa oscuro (o rosa) en la parte superior de la bandera representa la atracción por el mismo género; la franja azul real en la parte inferior de la bandera representa la atracción a diferente género. Las rayas se superponen en el quinto central de la bandera para formar un tono profundo de lavanda (o púrpura ), que representa la atracción en cualquier lugar del espectro de género. Se celebra el Día de la Bisexualidad el 23 de septiembre por miembros de la comunidad bisexual y sus aliados desde 1999.

## Cultura transgénero

Bandera del orgullo transgénero

El estudio de la cultura transgénero y transexual se complica por las muchas maneras en que las culturas tienen que ver con la identidad sexual/orientación sexual y el género. Por ejemplo, en muchas culturas, las personas que se sienten atraídas por personas del mismo sexo, es decir, aquellos que en la cultura occidental contemporánea se identificarían como gay, lesbianas o bisexuales, se clasifican como un tercer género, junto con las personas que en Occidente serían clasificadas como transgénero. 
En el Occidente contemporáneo hay diferentes grupos de personas transgénero y transexuales, como grupos para personas transexuales que desean cirugía de reasignación de sexo, hombres travestis heterosexuales y grupos de hombres trans . En los últimos años han aparecido grupos que abarcan a todas las personas transgénero, tanto hombres trans, mujeres trans y personas no binarias. 
Sin embargo, algunas mujeres y hombres transgénero o transexuales no se identifican como parte de una cultura "trans" específica. Se puede hacer una distinción entre las personas transgénero y transexuales que dan a conocer su pasado a otros y aquellos que desean vivir de acuerdo con su identidad de género y no revelar su pasado (creyendo que deberían poder vivir normalmente en su verdadero rol de género, y controlar a quién revelan su pasado).
Según un estudio realizado por el Instituto Williams de la Universidad de California en Los Ángeles (UCLA) sobre "¿Cuántos adultos se identifican como transgénero en los Estados Unidos?", descubrieron que los adultos más jóvenes tienen más probabilidades de identificarse como transgénero que los adultos mayores. Esto puede ser el resultado de una aceptación cada vez más amplia de las personas transgénero por parte de las comunidades, lo que permite que quienes se identifiquen como transgénero tengan una mayor voz. En su investigación encontraron que aproximadamente el 0.7% de los adultos entre las edades de 18 y 24 años se identifican como transgénero, mientras que el 0.6% de los adultos de 25 a 64 años y el 0.5% de los adultos de 65 años o más se identifican como transgénero. 
El rosa en la bandera del orgullo transgénero representa a la mujer, mientras que el azul bebé en la bandera representa al hombre. La franja blanca entre el azul bebé y el rosa representa otros géneros además del masculino o femenino.
Relaciones transgénero
En el informe "¿Vistas desde ambos lados del puente? El género, la legitimidad sexual y las experiencias de relaciones de las personas transgénero ", los autores Iantaffi y Bockting realizaron un estudio con 1229 personas transgénero mayores de 18 años, para aprender más sobre las relaciones transgénero en los Estados Unidos. Cuando se trataba de relaciones de una persona transgénero, dependía de si querían una relación cultural heteronormativa o convencional. Los resultados del estudio mostraron que las personas transgénero reforzaron la idea de la heteronormatividad, vista en sus prácticas y creencias de género. Aunque, también hay personas transgénero que intentan desafiar las creencias tradicionales occidentales en los roles de género y las diferencias sexuales dentro de las relaciones.

### Eventos

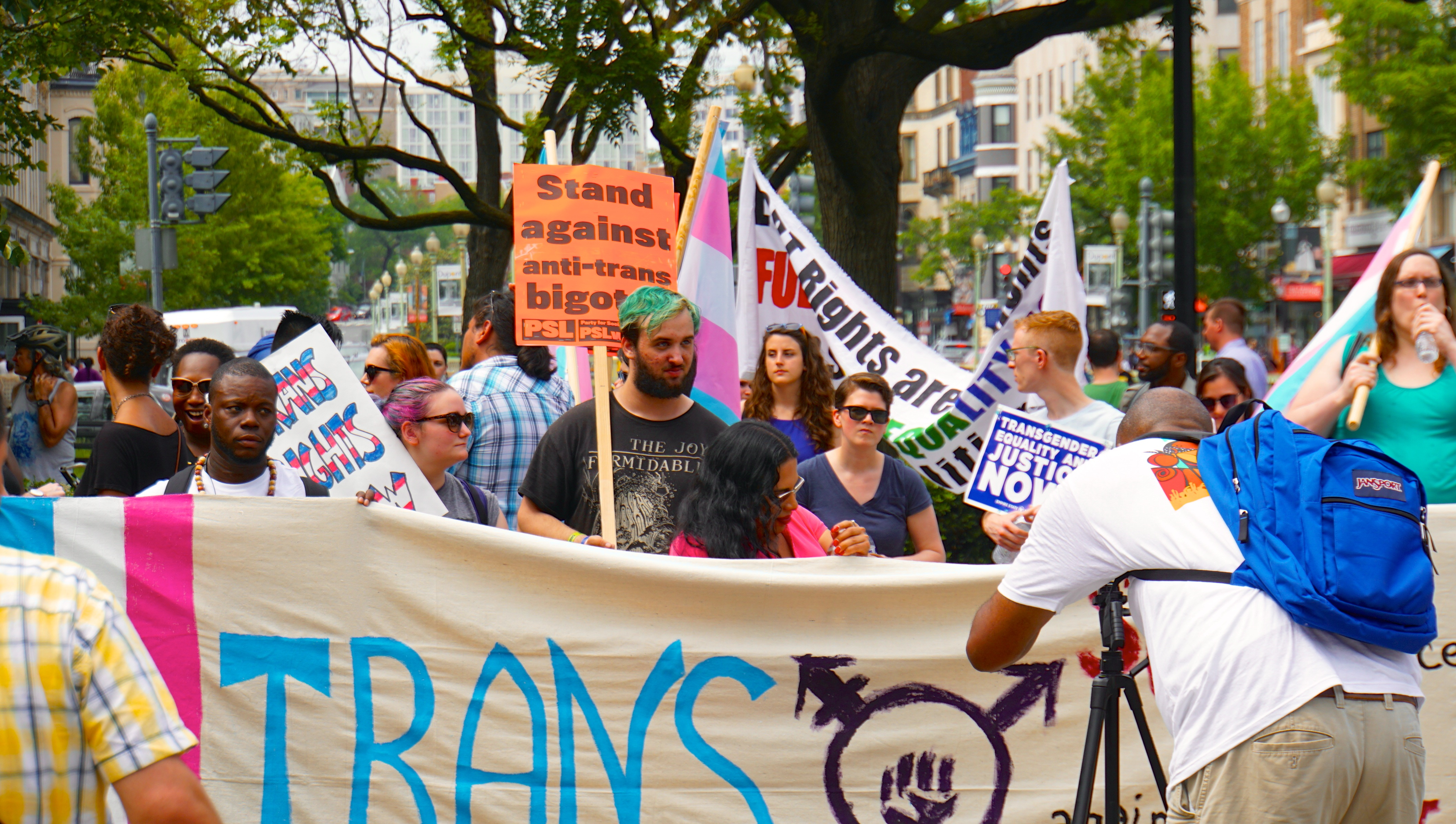
Primera manifestación y marcha de solidaridad trans, Washington D. C., EE. UU. (2015)

La comunidad transgénero realiza muchos eventos anuales. Uno de los más observados es el Transgender Day of Remembrance (TDOR) que se celebra cada año el 20 de noviembre en honor a Rita Hester, quien fue asesinada el 28 de noviembre de 1998, en un crimen de odio contra los transgénero. TDOR tiene varios propósitos: 
- conmemorar a todos los que han sido víctimas de crímenes de odio y prejuicios
- crear conciencia sobre los crímenes de odio hacia la comunidad transgénero
- y honrar a los muertos y sus parientes[33]

Otro de estos eventos es la Marcha Trans, una serie de marchas anuales, protestas o reuniones que tienen lugar en todo el mundo, a menudo durante la semana del orgullo local. Estos eventos son frecuentemente organizados por comunidades transgénero para construir una comunidad, abordar las luchas por los derechos humanos y crear visibilidad. 

## Cultura juvenil
El orgullo juvenil, una extensión del orgullo gay y los movimientos sociales LGBTQ+, promueve la igualdad entre los miembros jóvenes (generalmente mayores de edad) de la comunidad lésbica, gay, bisexual, transexual o transgénero, intersexual y en cuestionamiento (LGBTQ+). El movimiento existe en muchos países y se centra en festivales y desfiles, lo que permite a muchos jóvenes LGBTQ+ establecer contactos, comunicarse y celebrar su identidad sexual y de género. Los organizadores del orgullo juvenil también aportan valor en la construcción de la comunidad y el apoyo a los jóvenes, ya que son más propensos a ser intimidados. Las escuelas con una alianza gay-heterosexual (GSA) se encargan de los casos de discriminación y violencia contra los jóvenes LGBTQ+ mejor que las escuelas sin ella; desarrollan habilidades comunitarias y de afrontamiento, y brindan a los estudiantes un espacio seguro para obtener información sobre salud y seguridad. A veces, los grupos evitan etiquetar a los jóvenes y prefieren dejar que se identifiquen en sus propios términos "cuando se sientan seguros".
Los jóvenes homosexuales y lesbianas tienen un mayor riesgo de suicidio, abuso de sustancias, problemas escolares y aislamiento debido a un "ambiente hostil y condenatorio, abuso verbal y físico, rechazo y aislamiento de la familia y los compañeros", según un informe del Grupo de trabajo sobre suicidio juvenil de EE. UU. Además, es más probable que los jóvenes LGBTQ+ denuncien abuso psicológico y físico por parte de padres o cuidadores, y más abuso sexual. Las razones sugeridas para esta disparidad son: 
- los jóvenes pueden ser objetivos específicos en función de su orientación sexual percibida o apariencia de género no conforme.
- ". . . Los factores de riesgo asociados con el estado de minoría sexual, incluida la discriminación, la invisibilidad y el rechazo por parte de los miembros de la familia ... pueden conducir a un aumento de los comportamientos asociados con el riesgo de persecución, como abuso de sustancias, relaciones sexuales con múltiples parejas o huir de casa como un adolescente".[39]

Un estudio de 2008 mostró una correlación entre el grado de rechazo de los padres de los adolescentes LGB y los problemas de salud negativos en los adolescentes estudiados. Han surgido centros de crisis en las ciudades más grandes y sitios de información en Internet para ayudar a jóvenes y adultos. Una línea de ayuda para la prevención del suicidio para jóvenes LGBT es parte de The Trevor Project, establecido por los cineastas después de la transmisión por HBO en 1998 del cortometraje ganador del Premio de la Academia Trevor; Daniel Radcliffe donó una gran suma al grupo, y ha aparecido en sus anuncios de servicio público condenando la homofobia.
La creciente aceptación general de las comunidades LGBTQ+ llevó a la Comisión del Gobernador de Massachusetts para Jóvenes Gays y Lesbianas a comenzar una observancia anual del Orgullo Juvenil Gay-Heterosexual en 1995. En 1997, se fundó la organización sin fines de lucro Youth Pride Alliance, una coalición de 25 grupos de apoyo y defensa juvenil, para celebrar un evento anual de orgullo juvenil en Washington D. C.; Candace Gingrich fue oradora al año siguiente. En 1999, se celebró el primer Día del Orgullo Juvenil de Vermont anual. A partir de 2009, es el mayor evento de jóvenes queer y aliados en Vermont, organizado por Outright Vermont para "romper las barreras geográficas y sociales que enfrentan los jóvenes gay que viven en comunidades rurales". En 2002, se agregó una feria universitaria al evento para conectar a los estudiantes con las universidades y discutir la seguridad de los estudiantes. En abril de 2003, un Coro del Orgullo Juvenil, organizado con el Centro Comunitario LGBT de Nueva York, comenzó a ensayar y más tarde actuó en un concierto del Orgullo de Carnegie Hall de junio con el Coro de Hombres Gay de la Ciudad de Nueva York.
En 2004, el capítulo de San Diego de la Red de Educación para Gays, Lesbianas y Heterosexuales (GLSEN) trabajó con los coordinadores del Orgullo Juvenil de San Diego para organizar un Día de Silencio en todo el condado. En 2005, el Youth Pride de Decatour (Georgia) participó en una contra-manifestación en contra de la Iglesia Bautista de Westboro, cuyos miembros "estaban saludando a los estudiantes con frases como 'Dios odia a los que apoyan a los maricones' y 'Gracias a Dios por el 11 de septiembre' "en diez ubicaciones. En 2008, el Youth Pride Center de Chicago, que presta servicios principalmente a "jóvenes de color LGBT", abrió una ubicación temporal y planeó mudarse a su nuevo edificio en el South Side de Chicago en 2010. En 2009, el Utah Pride Center celebró un evento que coincidió con el Youth Pride Walk 2009, una "caminata a campo traviesa por dos mujeres de Utah que intentan llamar la atención sobre los problemas que enfrentan los jóvenes LGBT sin hogar ". En agosto de 2010 se celebró el primer Hollywood Youth Pride, centrado en el "gran número de jóvenes LGBT sin hogar que viven en las calles de Los Ángeles". Según un informe de 2007, "De los 1,6 millones de jóvenes estadounidenses sin hogar estimados, entre el 20 y el 40 por ciento se identifican como lesbianas, homosexuales, bisexuales o transgénero". En los desfiles y festivales de orgullo más grandes a menudo hay contingentes juveniles LGBTQ+ o queer, y algunos festivales designan espacios seguros para los jóvenes.
Los jóvenes LGBT tienen más probabilidades de no tener hogar que los jóvenes cisgénero debido al rechazo de los padres por su orientación sexual o identidad de género (Choi et al., 2015; Durso y Gates, 2012; Mallon, 1992; Whitbeck et al., 2004). De los 1.6 millones de personas sin hogar en los Estados Unidos, el cuarenta por ciento de ellos se identifican como parte de la comunidad LGBT. En una encuesta de programas de divulgación en la calle, el 7% de los jóvenes eran transgénero (Whitbeck, Lazoritz, Crawford y Hautala, 2014). Muchos de los jóvenes transgénero que se encuentran en refugios para personas sin hogar no reciben el tipo de ayuda que necesitan y a menudo experimentan discriminación y barreras sistémicas que incluyen programas segregados por sexo en prácticas institucionales que se niegan a comprender su género. Muchos jóvenes transgénero tienen problemas para entrar en refugios debido a ciertas políticas como las reglas binarias de género, los códigos de vestimenta y las asignaciones de habitaciones (Thaler et al., 2009). Los problemas con la clasificación ocurren cuando los procedimientos o políticas de un refugio requieren que los jóvenes sean segregados en función de su sexo asignado, no como ellos se clasifiquen a sí mismos. Como resultado, muchos de los jóvenes LGBT terminan en la calle en lugar de refugios destinados a protegerlos.
Los jóvenes LGBT también tienen una mayor tasa de suicidios en los Estados Unidos. Aquellos que se identifican con la comunidad LGBT tienen cuatro veces más probabilidades de intentar suicidarse que aquellos que no lo hacen. Se realizó un estudio para analizar la diferencia de tasas entre los estudiantes de secundaria homosexuales y sus pares heterosexuales. Se les preguntó sobre su orientación sexual y luego sobre el suicidio. Descubrieron que alrededor del 32 por ciento de las minorías sexuales (lesbianas, gays, bisexuales) tenían pensamientos suicidas en comparación con casi el 9.5 por ciento de sus pares heterosexuales.  

## Otros grupos LGBT
Varios otros segmentos de la comunidad LGBTQ+ tienen sus propias comunidades y culturas, incluida la comunidad queer sorda.

### Bigénero
Las personas bigénero son aquellas que cambian entre dos identidades de género o combinan dos identidades de género. 

### Mujeres no blancas queer
La raza, el género y la clase pueden dar forma a la representación y la política del movimiento queer y las identidades queer. Según un estudio que entrevistó a 25 mujeres latinas y asiáticas/isleñas del Pacífico, las mujeres de color queer son ejemplos de sujetos queer invisibles, y serían consideradas como marginadas en el movimiento LGBT de hoy. Las mujeres blancas queer son más fácilmente aceptadas que las mujeres de color, debido al hecho de que estas últimas pueden ser vistas como extranjeras o conservadoras.

### Cultura LGBT sorda
Las personas sordas LBGT forman una comunidad distinta. Los dos grupos marginados comparten muchas similitudes. La modelo y los actores Nyle DiMarco y Chella Man dan representación a esta comunidad. Han hablado sobre su identidad queer y sorda. DiMarco dice que "Ser sordo me ayudó a explorar mis otras identidades". A medida que la comunidad LGBT se ha convertido en parte de la cultura convencional, se han resaltado aspectos de la comunidad sorda. Sin embargo, existe conflicto entre las dos. 
Otras figuras prominentes incluyen activistas y líderes en diversas esferas. Drago Renteria es un empresario masculino, sordo, transgénero y partidario de varias organizaciones LGBT dentro de su comunidad en San Francisco. 
La beca para sordos LGBT ha sido un tema de discurso académico e investigación durante la década de 2000. La academia ha investigado la intersección de estas dos identidades. Algunos académicos discuten el problema de definir "discapacidad" y "queer" y exploran las intersecciones y fracturas de estas identidades y teorías, con la esperanza de crear conciencia.

## Crítica
Las críticas a la cultura LGBTQ+ provienen de una variedad de fuentes. Algunos, como Michael Musto, ven la cultura como conforme a caricaturas o estereotipos que alienan a los miembros "marginales" de la comunidad. Mattilda Bernstein Sycamore y movimientos como Gay Shame han argumentado que la cultura LGBT ha sido despolitizada por una pequeña minoría de personas queer relativamente privilegiadas, que participan en "instituciones de opresión" a expensas de la gran mayoría de las personas LGBT.
Otro problema es que las personas bisexuales y transexuales/transgénero experimentan presión social para identificarse como gay o lesbianas, y pueden enfrentar el ostracismo y la discriminación de la cultura LGBTQ+ convencional. Para los bisexuales, esta presión se conoce como borrado bisexual. El profesor de la Facultad de Derecho de la Universidad de Nueva York, Kenji Yoshino, escribió: "Los homosexuales deslegitiman a los bisexuales ... la comunidad lésbica y gay abunda en imágenes negativas de bisexuales como indecisos, traidores, cobardes, casos de armario, personas cuyo objetivo principal en la vida es retener 'privilegio heterosexual' ".
Aunque algunos grupos o individuos pueden desaprobar los derechos LGBT basándose en la religión o el conservadurismo social, los temas de crítica mencionados a continuación pueden no implicar necesariamente la desaprobación de las personas LGBT o la homosexualidad por sí misma. 

### Capitalismo y mercantilización
En muchas partes del mundo, han surgido grupos políticos para denunciar el capitalismo rosa, la incorporación del movimiento LGBTQ+ y la diversidad sexual en el capitalismo y la economía de mercado, especialmente porque esta incorporación pertenece a las comunidades y mercados gay, cisgénero, occidentales, blancos y de clase media alta.  Las protestas contra la mercantilización de los derechos LGBTQ+ a menudo han tomado la forma de bloques queer o rosas dentro de los desfiles del Orgullo LGBTQ+.
En España, especialmente desde el surgimiento del movimiento anti-austeridad, varios grupos han realizado manifestaciones independientes exigiendo la eliminación de los intereses políticos y económicos de las discusiones sobre identidad sexual y derechos de los homosexuales. 

### Política de identidad
Se ha criticado que la comunidad LGBTQ+ representa una separación artificial, en lugar de una basada en costumbres tangibles o identificación étnica. En particular, las etiquetas que usan los miembros LGBTQ+ para describirse varían ampliamente; algunos simplemente prefieren identificarse como amantes de un género en particular. Algunos creen que el concepto de comunidad LGBTQ+ es alienante; el término en sí implica el alejamiento de las personas heterosexuales como un grupo separado. Además, incluir tres grupos involucrados con la sexualidad y un grupo que explora la identidad transexual/transgénero (un fenómeno más amplio) es artificial.
Mattilda Berstein Sycamore argumenta que el enfoque de un solo tema de la política LGBT, que ignora todas las diferencias intragrupales, naturalmente ha llevado a un movimiento y cultura centrados en las necesidades de los hombres cisgénero blancos de clase media, lo que aliena a cualquiera que no encaja en esa descripción.

### Enfoque cultural en la promiscuidad
Algunos comentaristas masculinos homosexuales que mantienen relaciones monógamas sostienen que el desprecio de la monogamia por parte de la cultura homosexual y su promoción de la promiscuidad han perjudicado los esfuerzos por legalizar el matrimonio entre personas del mismo sexo. Yuvraj Joshi argumenta que los esfuerzos para legalizar el matrimonio entre personas del mismo sexo han enfatizado la similitud de las personas homosexuales con los heterosexuales, al tiempo que privatizan sus extrañas diferencias.

### Racismo
El libro de 1996 del periodista británico Mark Simpson, Anti-Gay, describe formas de intolerancia por parte de la comunidad gay dominante hacia los subgrupos. The Times escribió que Simpson logró "señalar que la opresión y los prejuicios no se vuelven legítimos simplemente porque los practican los oprimidos anteriormente". Aiden Shaw de Time Out New York escribió que "Gracias a Dios, alguien hizo esto, porque ... ¿qué pasó con nuestra individualidad, nuestras diferencias?" Otros comentaristas criticaron duramente el argumento de Simpson, y Boyz declaró que "Simpson es un imbécil".
Discriminación
En el artículo de la revista "Ciudadanos denegados de Turquía: experiencias de discriminación entre individuos LGBT en empleo, vivienda y atención médica", los autores Yılmaz y Göçmen describen las experiencias de discriminación en la comunidad LGBT. De sus hallazgos recopilados de 14 entrevistas de grupos focales dentro de 139 voluntarios LGBT, encontraron que, como en cualquier otro país, existe discriminación dentro de los subgrupos LGBT. Por ejemplo, en temas de empleo, descubrieron que los LGBT tienen oportunidades de trabajo limitadas y sufren discriminación en el lugar de trabajo. En materia de vivienda, tienen opciones restringidas sobre lo que pueden comprar o se les pidió que cambiaran de residencia, y si podían comprar algo, se enfrentaban a una discriminación en términos de precios. En el tratamiento médico, el sistema médico no satisfizo rápidamente las necesidades de los LGBT, o se les negó el tratamiento médico o se avergonzaron de pedir tratamiento médico debido a la discriminación que podían enfrentar. Afirmaron que las personas transgénero son las más desfavorecidas en todos estos campos.

### Chauvinismo
El investigador en estudios de género Jasbir K. Puar señala que algunos poderes políticos se han alineado con la causa de la comunidad LGBTQ+ para justificar posiciones racistas y xenófobas, especialmente contra el Islam . Estas posiciones se basan supuestamente en prejuicios de que las personas migrantes son necesariamente homofóbicas y que la sociedad occidental es completamente igualitaria. Por lo tanto, la diversidad sexual y los derechos LGBT se utilizan para mantener posturas políticas contra la inmigración, cada vez más comunes entre los partidos de extrema derecha.
Cultura LGBT en el ejército

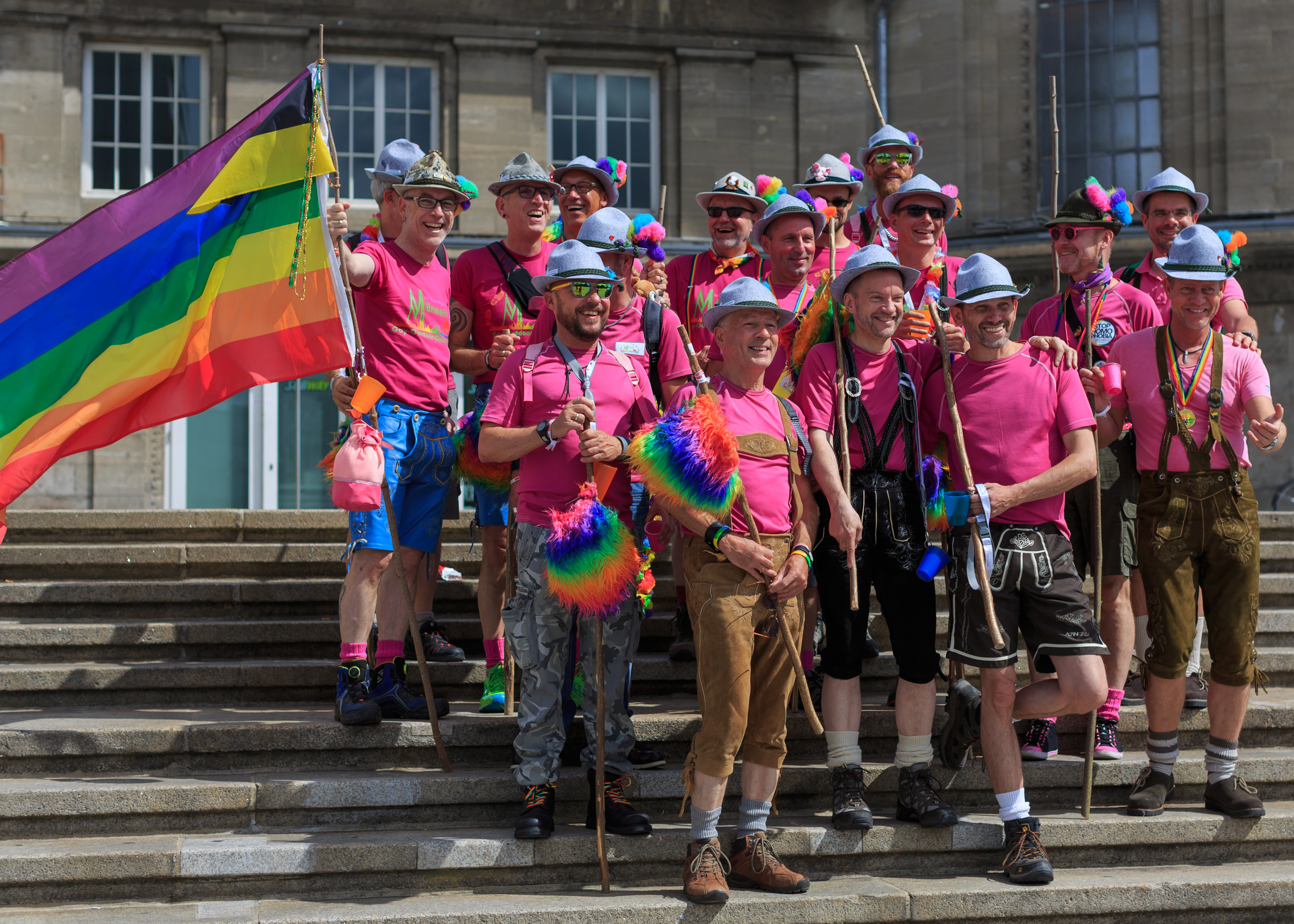
Desfile del Orgullo Gay de Colonia, Alemania (2014)

En 2010, la derogación de Don't Ask Don't Tell (DADT) fue un gran paso en la inclusión de personas lesbianas, homosexuales y bisexuales en el ejército. "La derogación de DADT revirtió la práctica de dar de baja a los miembros del servicio LGB sobre la base de la identidad sexual". Aunque este fue un gran cambio en la política de los EE. UU. Para aquellos que se identificaron como LGB, aquellos que son transgénero aún no están completamente incluidos en este cambio. 
- Algunos desafíos que enfrentan las personas transgénero después del DADT son "cambiar su nombre para alinearse con su identidad de género, cambiar su designación de sexo en la documentación y registros oficiales, alentar el uso apropiado de pronombres y obtener servicios médicos apropiados" (Levy et al., 2015; Parco et al., 2015a, 2015b).[84]
- Otro desafío que enfrentan es la transfobia, que es "la intensa aversión al prejuicio contra las personas transexuales o transgénero" (Hill y Willoughby).

Desfile del Orgullo LGBT
Los Desfiles del Orgullo LGBT muestran el inicio de la comunidad al abrazar su cultura y son considerados uno de los 'nuevos movimientos sociales' que se originaron en la década de 1960 (Stammers, 2009, p 147). Para la comunidad LGBT,  los Desfiles del Orgullo todo el mundo utilizan colectivamente la articulación espacial para abordar reclamos políticos y de derechos humanos. Estos desfiles brindan a los miembros LGBT la oportunidad de crear conciencia sobre sus necesidades en un gran escenario y también les permite celebrar su orgullo por su comunidad y lo lejos que han llegado. 
- "En este sentido, los desfiles del orgullo gay representan el evento más significativo en el que el espacio público, considerado "heterosexual" por defecto (Valentine, 1993), es temporalmente 'queereado'. Esta subversión temporal de la organización espacial representa un momento crucial de intensa creación cultural".
- Participar en estos eventos les brinda a los miembros de la comunidad LGBT la oportunidad de mostrar su orgullo y compartir esa experiencia con otras personas que sienten lo mismo.
- El 19 de junio de 1989, durante el desfile del orgullo gay y lésbico de Filadelfia, el miembro del Concejo Municipal, Angel Ortiz, dijo: "Las lesbianas y los gays son de todas las nacionalidades y de todos los colores. La gente ya no quiere esconderse. Las personas quieren ser quienes son, que no los molesten por quienes son y celebrar quienes son".[86]